# Manager (Wirtschaft)
Ein Manager (von englisch to manage „handhaben, bewerkstelligen, leiten“) ist eine Person, die Managementaufgaben wie Entscheidung, Führung, Kontrolle, Organisation und Planung innerhalb einer Personenvereinigung wahrnimmt.
Manager ist das Nomen Agentis von Management. Zu den Personenvereinigungen gehören Unternehmen, Behörden oder sonstige Verwaltungen. Es handelt sich bei Managern um Personen, denen ein Unternehmen gehört (Unternehmer) oder die als leitender Angestellter mit Managementaufgaben betraut sind. Man unterscheidet in Hierarchien zwischen Top-Management (Behördenleiter, Unternehmensführung wie Vorstand), Middle-Management (Geschäftsspartenleiter, Abteilungsleiter) und Lower Management (wie Referatsleiter, Gruppenleiter, Teamleiter).
Die Begriffe Manager und Führungskraft werden häufig synonym verwendet, jedoch unterscheiden sie sich in den Aufgaben und Kompetenzen. Wer mit Aufgaben des Managements betraut ist, heißt Manager. Er benötigt vor allem Managementkompetenzen, während Führungskräfte insbesondere über Führungskompetenzen verfügen müssen. In angelsächsischen Staaten ist der Manager meist jedoch keine Führungskraft mit Personalverantwortung, sondern ein – allenfalls mit Fachaufsichtsbefugnis betrauter – Fachvorgesetzter. Auch in Deutschland wird inzwischen der Begriff des Managers für Personen ohne Personalverantwortung verwendet („Facility Manager“ ist ein Hausmeister, „Sales Manager“ ein Verkäufer, „Account Manager“ ist Kundenbetreuer, „Risk Manager“ ein Finanzanalyst).
Zu den Führungsaufgaben des Managements und eines Managers gehören Organisation, Planung, Zielsetzung, Entscheidung, Delegation, Koordination, Information, Mitarbeiterbewertung und Kontrolle. Diese Tätigkeiten werden in der Betriebswirtschaftslehre unter dem dispositiven Faktor zusammengefasst. Für Konrad Mellerowicz darf nur eine Person eine Führungsaufgabe übernehmen (unipersonale Führung), denn der Unternehmer „hat die letzte Verantwortung für das Gesamtunternehmen zu tragen“. Er meint damit jedoch, dass nur substanzielle unternehmerische Entscheidungen dem Unternehmer vorbehalten sind, denn er überträgt im Wege der Delegation auch Führungsaufgaben und Führungsverantwortung auf die nachgeordneten Organisationseinheiten des mittleren und unteren Managements.

## Wortherkunft
Das Wort „Manager“ kam im Deutschen im 19. Jahrhundert auf in der Bedeutung von „Regisseur, Leiter einer Bühne“ (vorher: Impresario), Anfang des 20. Jahrhunderts dann auch in der Bedeutung „Leiter einer wirtschaftlichen Einheit (Unternehmen, Abteilung)“. Das zugrunde liegende englische Verb to manage ist abgeleitet vom italienischen maneggiare („handhaben, gebrauchen, lenken“), in dem das lateinische manus steckt („Hand“).

## Arten
Nach der Hierarchiestufe unterscheidet man Spitzen-Manager (englisch Top-Manager: Vorstand, Unternehmensführung), mittlere Manager (englisch Middle-Manager: Abteilungsleiter, Betriebsleiter) und untere Manager (englisch Lower Manager: Gruppenleiter, Teamleiter, Meister, Vorarbeiter). In der Fachliteratur erfährt der Manager-Begriff zuweilen einen engeren Begriffsinhalt, wenn er lediglich auf das Top-Management eingeschränkt wird. Ein Projektleiter kann auf allen Hierarchiestufen angesiedelt sein.
Nach Arbeitsgebieten gibt es im Rahmen wichtiger betrieblicher Funktionen vor allem Beschaffungsmanagement, Produktionsmanagement, Produktmanagement, Personalmanagement, Facilitymanagement, Finanzmanagement, Risikomanagement, Qualitätsmanagement oder Vertriebsmanagement. Die in diesen Funktionsbereichen tätigen Führungskräfte heißen entsprechend Beschaffungsmanager usw.

## Rollen des Managers nach Mintzberg (1973)
Die Aufgaben und wesentlichen Tätigkeitsschwerpunkte des Managers leiten sich aus dem Tätigkeitsprofil ab. Nach Henry Mintzberg lassen sich die Aktivitäten eines Managers in drei Rollenbündel klassifizieren:
1. Interpersonale Rollen sind die Rollen, die der Manager zum Bilden der Gruppenidentität ausführen muss. Er ist der Proponent der Gruppe, und die Gruppe wird durch seine Person wahrgenommen. Intern muss er die Führungsfunktion erfüllen und außerdem den inneren Zusammenhalt (Kohäsion) der Gruppe sicherstellen.
  - Galionsfigur (englisch figurehead),
  - Vorgesetzter (englisch leader),
  - Vernetzer (englisch liaison),
2. Informationale Rollen sind die Rollen, die zum Sammeln, Interpretieren und Verteilen von Informationen erforderlich sind.
  - Radarschirm (englisch monitor)
  - Sender (englisch disseminator)
  - Sprecher (englisch spokesperson)
3. Entscheidungsrollen sind die Rollen, in denen die Machtausübung im Vordergrund steht. Das bedeutet nicht, dass diese Entscheidungen alleine getroffen werden, sondern nur, dass der Manager in diesen Dingen zumeist „das letzte Wort“ hat (Primus inter pares).
  - Innovator (englisch entrepreneur),
  - Problemlöser (englisch disturbance handler),
  - Ressourcenzuteiler (englisch resource allocator),
  - Verhandlungsführer (englisch negotiator).

## Funktionen des Managers nach Fayol (1916)
Im Unterschied zu den Rollen, die ein Manager nach Henry Mintzberg (1973) einnehmen muss, kann man nach Henri Fayol auch fünf Funktionen eines Managers betrachten. Die sind:
1. Planen (+),
2. Organisieren (als Vorbereitung des Handelns),
3. Anweisen (+),
4. Koordinieren (des Handelns selbst),
5. Kontrollieren (zum Ermitteln des Handlungserfolges).

Die Funktionen sollen, nach Fayol, 14 Management-Prinzipien folgen:
1. Arbeitsteilung,
2. Autorität und Verantwortung,
3. Disziplin,
4. Einheit der Auftragserteilung,
5. Einheit der Leitung,
6. Unterordnung des Einzelinteresses unter das Gesamtinteresse,
7. Entlohnung des Personals,
8. Zentralisierung,
9. Skalare Kette (Befehlshierarchie von oben nach unten),
10. Ordnung,
11. Gerechtigkeit,
12. Stabiler Führungskader,
13. Initiative,
14. französisch Esprit de corps.

## Manager in modernen Organisationen: Jüngere Perspektiven der Organisationstheorie
Neuere organisationstheoretische Modelle gehen nicht mehr wie Fayol davon aus, dass Planung, Organisieren, Koordinieren und Kontrollieren die Funktionen des Managers sind. Mintzberg belegte bspw. durch empirische Studien, dass die Managementtätigkeit in einem nicht-monopolistischen Umfeld (also in Märkten) keine reflektierenden Planer etc. erschafft. Manager arbeiten unter Zeitdruck, sind eher aktions- als zielorientiert (Karl E. Weick), halten sich eher an sogenannte weiche Daten wie Gerüchte, Klatsch und Mutmaßungen und müssen häufig feststellen, dass der Erfolg ihrer Maßnahmen von nicht zu kontrollierenden Faktoren, innerhalb und außerhalb der Organisation in der sie tätig sind, abhängt.

### Die Funktion des Managers aus Perspektive der systemtheoretischen Organisationssoziologie
Die soziologische Systemtheorie sieht in der Komplexität der Organisation den Grund dafür, dass die Entscheidungen individueller Manager sich nicht nahtlos in die Entscheidungen der Organisation übersetzen lassen. Als ein soziales System beobachtet die Organisation sich laufend selbst und entscheidet nach eigenen Regeln, welche Absichten einzelner Manager im System als anschlussfähig behandelt und ob daraufhin Organisationsstrukturen geändert werden oder nicht.
Dementsprechend besteht die Funktion des Managers in der „postklassischen Organisation“ darin, dass er seinerseits die Organisation beobachtet und zwar daraufhin, ob sie in Bezug auf sich laufend ändernde Umwelten (hier: Märkte) noch die richtige Strategie verfolgt. Organisationen beobachten Abweichungen, verstärken sie (das nennt man Innovation) oder versuchen sie zu korrigieren. Die Funktion des Managers ist es, die von ihm selbst gesetzten Differenzen (bspw. viel oder wenig Gewinn erzielen, Aufträge schnell oder langsam abwickeln, hohe oder gerade noch zulässige Sicherheitsvorkehrungen treffen usw.) zu variieren (Niklas Luhmann). Ob sich die laufend geschehenden Veränderungen auch steuern lassen (im Sinne von Differenzminimierung), hängt aber letztlich auch von der sozialen Beziehung zwischen Manager und Untergebenen ab.

### Die Führungskraft der Manager: aus managementsoziologischer Perspektive eine Frage der Autorität
Wenn Manager als Führungskräfte betrachtet werden, dann unterstellen Vertreter der Organisationspsychologie oder der Managementlehre meist besondere Kompetenzen, die den Manager als Person auszeichnen. Führung erscheint dann als eine Fähigkeit, die ein Manager haben oder zumindest lernen kann und man empfiehlt ihm einen kontextsensitiven Führungsstil (etwa partizipativ vs. autoritär).
In sozialwissenschaftlicher Perspektive ist der Führungsstil das Resultat einer Führungsbeziehung zwischen dem Manager und seinen Mitarbeitern. Er entsteht auf Basis wechselseitiger Erwartungen und Verpflichtungen – und nicht: weil er einseitig beansprucht wird. Daher ist es aus dieser Perspektive ein selbstverständlicher Gedanke, dass auch die Mitarbeiter ihre Vorgesetzten führen, dass man sowohl mit Führung „von oben“ als auch „von unten“ rechnen muss.
Welche Art der Führungsbeziehung realisiert wird, hängt im Kern von der Frage ab, ob und wie dem Manager Autorität von den Untergebenen zugewiesen wird, sowie von der Frage, ob und wie ein solch problematisches Wechselwirkungsverhältnis auf Dauer gestellt werden kann. Denn die Zuweisung von Autorität erfolgt weitgehend freiwillig – man kann sie nicht erzwingen – und kann jederzeit wieder entzogen werden. Die Gründe für eine solche Zuweisung sind vielfältig, sie kann aber für beide Seiten Vorteile haben. So befreien sich die Mitarbeiter etwa von einem Teil der Unsicherheit, der jeden Entscheidungsprozess kennzeichnet, indem sie sich auf die übergeordnete Person verlassen. Und sie gelangen zeitweilig, trotz Fortbestehen der Machtasymmetrie, in eine Position, in der sie dem Führer etwas entziehen können, an dessen Kontinuität er wahrscheinlich ein Interesse entwickeln wird: Der Nutzen besteht für ihn in einer Zunahme wertvoller Gestaltungsoptionen und in der Anerkennung seitens der Mitarbeiter.
Bis auf Widerruf durch eine der beiden Parteien kann auf diese Weise eine „durch kommunikative Effizienz und Effektivität“ gekennzeichnete Autoritätsbeziehung entstehen, „die zu den Voraussetzungen gelingender Führung und eines daran anschließenden Veränderungsmanagements“ (Markus Pohlmann: Management und Führung. Eine managementsoziologische Perspektive. S. 16) gezählt werden muss.

## Schlüsselqualifikationen für Manager
Man kann fünf Bereiche von Schlüsselqualifikationen für Manager unterscheiden:
- fachliche Qualifikation (Fachwissen),
- konzeptionelle Qualifikation (Führungsziele),
- methodische Qualifikation (Realisierung),
- kommunikative Qualifikation (Umgang mit Menschen),
- soziale Verantwortung (Moral und Ethik).

## Zielkonflikt Eigentümer vs. Manager
Die Prinzipal-Agent-Theorie zeigt einen Interessenkonflikt zwischen Management und Eigentümer auf (welcher den zwischen Eigentümer und Arbeiter jedoch nicht aufhebt/aufheben muss). Beispiele der jüngsten Vergangenheit, wie der Prozess um die Übernahme der Mannesmann AG und die dabei gezahlten Abfindungen für die Spitzenmanager können als Indiz hierfür dienen.
Im Sinne der Prinzipal-Agent-Theorie neigt daher der Manager im Gegensatz zum Eigentümer zu Handlungsweisen, die vor allem den kurzfristigen Erfolg als Ziel haben. Auch haben Untersuchungen gezeigt, dass managergeführte Unternehmen eher den Umsatz steigern als den Gewinn und der Anteil der freiwilligen betrieblichen Zusatzleistungen (Fringe Benefits) in diesen Unternehmen signifikant höher ist. Ein anderer Interessenskonflikt entsteht bei luxuriösem Konsum am Arbeitsplatz (Privatjets, teurer Dienstwagen etc.), welcher die mögliche Dividende für die Eigentümer senken kann. Im schlimmsten Fall beuten die Manager die Eigentümer aus (wobei hier nicht der klassische, im marxistischen Sinne gedachte Ausbeutungsbegriff verwendet wird; daher wäre es genauer zu sagen: Vorteilsnahme).
Für die Anreizprobleme, die sich demnach aus der Trennung von Eigentum und Entscheidung ergeben, gibt es folgende Lösungsmöglichkeiten:
- klassische Kontrolle
- Anreize setzen (etwa in Form von variabler/leistungsabhängiger Vergütung)

Kontrollfunktionen werden hierbei wahrgenommen durch:
intern
- Großaktionäre
- Aufsichtsrat
- Betriebsrat
- Hauptversammlung

extern
- Kreditinstitute
- Kapitalmarkt
- Wirtschaftsprüfer
- Arbeitnehmervertreter
- Gütermarkt
- Managermarkt
- Markt für Unternehmensübernahmen.

## Managerentlohnung
Die häufig hohe Entlohnung von Managern wird öffentlich kontrovers diskutiert: Vor allem von linken oder arbeitnehmernahen Organisationen wird ihnen Raffgier, Kaltschnäuzigkeit, Korruptheit und Handeln gegen das Allgemeinwohl vorgeworfen (Massenentlassungen, Lohndumping, Auslagerung von Arbeitsplätzen in Billiglohnländer). Dementgegen wird von Unternehmen und ihnen nahestehenden Organisationen die Meinung vertreten, dass nur mit einem Spitzengehalt auch Spitzenkräfte angeworben werden können. Theoretisch wird das von abhängig Beschäftigten bezogene Entgelt durch die Begehrtheit ihrer Arbeitsleistung bestimmt. Sehr erfolgreiche Manager werden manchmal von mehreren Firmen umworben; es kann zu einem Bieterwettbewerb kommen. Man erhofft sich von ihrem Tun und Unterlassen einen zusätzlichen Unternehmenserfolg, der ihr Gehalt mehr als aufwiegt. Kostensenkungen und Effizienzsteigerungen tragen in vielen Fällen durchaus zum wirtschaftlichen Erfolg eines Unternehmens bei. Allerdings gehen sie oft einher mit Massenentlassungen, Arbeitskostensenkung oder Auslagerungen von Unternehmensbereichen in andere Länder. Solche Maßnahmen stehen im direkten Gegensatz zu den Mitarbeiterinteressen, beruhen jedoch überwiegend auf Erkenntnissen der Betriebswirtschaftslehre.
Peter Druckers Satz aus dem Jahr 1984, dass ein Manager – einer Non-Profit-Organisation – nur das Zwanzigfache ihres am geringsten bezahlten Arbeiters verdienen solle (englisch a company's CEO should make no more than 20 times the salary of its lowest-paid worker.) wurde und wird oft zitiert.
Die Größe des Verantwortungsbereichs spielt eine entscheidende Rolle bei der Bestimmung der Managergehälter. Im weltweiten Schnitt verdienen Vorstände in Unternehmen mit mehr als 100.000 Mitarbeitern 1,35 Millionen Euro brutto im Jahr. Dieser Betrag setzt sich ungefähr zur Hälfte aus dem Grundgehalt von 660.000 Euro und einem Bonus von 690.000 Euro zusammen. Zusätzlich zum Bargehalt treten sogenannte Long Term Incentives hinzu, meistens in Form von Aktienoptionen. Deren Wert beträgt im Schnitt in den USA 393.100 Euro und in Westeuropa 76.500 Euro pro Jahr.
Situation in Deutschland
Von 1987 bis 2007 stiegen die Vergütungen der Vorstände der DAX-Unternehmen durchschnittlich um rund 650 %. Ein Vorstand verdiente 1987 im Durchschnitt 445.800 Euro, im Jahr 2007 waren es 3,33 Millionen Euro. Je nach Größenordnung des Unternehmens unterscheiden sich die Managergehälter deutlich. Geschäftsführer in Unternehmen mit 200 bis 300 Mitarbeitern verdienen in Deutschland durchschnittlich 215.000 Euro brutto pro Jahr inklusive Bonus. Der Vorstand eines Unternehmens zwischen 20.000 und 50.000 Mitarbeitern verdient 814.000 Euro brutto pro Jahr inklusive Bonus. Ein Vorstand eines Konzerns mit mehr als 100.000 Mitarbeitern erzielt ein durchschnittliches Jahreseinkommen von 1.441.000 Euro brutto plus 95.000 Euro in Form von Aktienoptionen.
In Deutschland betrug das Verhältnis 1987 von Managergehältern und dem durchschnittlichen Gehalt der anderen Angestellten von Unternehmen 14:1, im Jahr 2006 44:1. Da die Gehälter auch gestiegen sind, wenn die Unternehmen keine Gewinne gemacht haben, kann der Anstieg nicht auf Leistung zurückgeführt werden. Als möglicher Grund für den Anstieg von Managergehältern wird die Art gesehen, wie Managergehälter festgesetzt werden: nämlich durch Vergleiche mit anderen Managergehältern im sogenannten Benchmarking.
Im März 2009 entschied die deutsche Bundesregierung (schwarz-rote Koalition) über Regelungen zur Begrenzung von Managergehältern. Danach sollen Vorstandsgehälter künftig vom gesamten Aufsichtsrat und nicht nur von einem Teil-Ausschuss festgelegt werden. Aktienoptionen dürfen künftig frühestens nach vier Jahren eingelöst werden. Das Kabinett Rüttgers initiierte 2009 das WDR-Gesetz, es wurde im selben Jahr verabschiedet. Auf Grundlage dieses Gesetzes werden etwa die Einkünfte des WDR-Intendanten offengelegt.
Die Oppositionsparteien im Bundestag (SPD, Grüne und Die Linke) haben die Managergehälter zu einem Wahlkampfthema in der Bundestagswahl 2013 gemacht. Im März 2013 positionierte sich Bundeskanzlerin Merkel und erklärte „Maßlosigkeit darf nicht sein“. Die schwarz-gelbe Koalition will die Vergütung von Führungskräften schnell neu regeln.

## International

### Situation in der Schweiz
In der Schweiz wurde 2013 die Eidgenössische Volksinitiative «gegen die Abzockerei» überdeutlich angenommen, was vermuten ließ, dass es in einer Demokratie für hohe Managerlöhne kein Verständnis gibt. Jedoch wurde diese Vermutung durch die ebenso klare Ablehnung der 1:12 Initiative, welche eine Begrenzung der Managergehälter forderte, relativiert.
Auf Grund dieser angenommenen Volksinitiative wurde eine neue Eidgenössische Verordnung eingeführt, welche allerdings im Schweizer Parlament entgegen der Absichten der Initianten verwässert wurde. Diese Verordnung brachte zwar bessere Transparenz in die Vergütung von Kadern, vermochte aber Exzesse bei den Managervergütungen nicht zu verhindern. Die Ursachen für das diesbezügliche Marktversagen wurden durch den Schweizer Ökonomen Beat Kappeler beschrieben. Die Saläre und Boni würden von einer Entscheidungs-Kaskade des Verwaltungsrates, seines Vergütungsausschusses und den meist dominierenden Grossaktionären festgelegt und durchgewinkt. Diese Entscheidungsträger berufen sich auf das dafür Übliche. Dabei spiele der Markt zu wenig, weil diese Entscheider selbst hohe Vergütungen bezögen und dies in ihrem Umfeld ebenso halten wollten. Eine gut organisierte und untereinander vertraute Gruppe inklusive entsprechender externer Berater halte sich hohe Vorteile zu. Kappeler macht einen Vorschlag: Der Verwaltungsrat eines Unternehmens solle mehrere Kandidaten auffordern, ihre Vergütungsvorstellungen mitzuteilen. Dann würde ihnen in einer zweiten Runde das tiefste Angebot mitgeteilt. Daraufhin sollen sie nochmals ein Angebot machen, welches wohl tiefer ausfallen würde.

### Situation in den USA
In den Vereinigten Staaten lag das Verhältnis von Managergehältern und dem Lohn von durchschnittlichen Angestellten 1980 bei 35:1, 2008 bei 319:1. Demnach verdient in den USA ein Manager 319-mal so viel wie ein durchschnittlicher Angestellter. Ein möglicher Grund für die Unterschiede wird in der verbreiteten Praxis des Benchmarking gesehen.
Die am höchsten bezahlten Manager waren (zumindest bis zur Finanzkrise ab 2007) die Manager von Hedge-Fonds. „[…] Reichten im Jahr 2002 noch 30 Millionen Dollar, um es auf die Liste der 25 bestbezahlten Manager zu schaffen, waren es 2007 schon 360 Millionen Dollar.“ Spitzenreiter war 2007 John Paulson mit 3.700 Millionen US-Dollar.
Im Februar 2009 beschloss die (damals neue) US-amerikanische Regierung unter Barack Obama eine Obergrenze für Managergehälter einzuführen für Unternehmen, die „außerordentliche“ Staatshilfe erhalten. In diesen Unternehmen dürfen Top-Managern künftig höchstens 500.000 US $ im Jahr verdienen. Bekanntestes solches Unternehmen war General Motors.

## Geschlechterverteilung im Management

### Frauenanteil in Vorständen und Aufsichtsräten
2009 waren laut einer Studie des Deutschen Instituts für Wirtschaftsforschung 2,5 % der Vorstandsmitglieder der 200 umsatzstärksten Unternehmen in Deutschland außerhalb des Finanzsektors Frauen (21 von 833). Die einzige Vorstandsvorsitzende bei den Unternehmen war die damalige Chefin von IKEA Deutschland, Petra Hesser.
In den Vorständen der 30 DAX-Unternehmen waren 2013 von den 194 zu besetzenden Vorstandspositionen aktuell 15 Positionen mit Frauen besetzt (7,73 %). Zum Vergleich: Bis April 2010 war nur eine einzige Position mit einer Frau besetzt: Barbara Kux bei Siemens (siehe Frauenanteile in den Vorständen der DAX-Unternehmen).
In den Aufsichtsräten der 30 DAX-Unternehmen waren 2013 von den 488 zu besetzenden Aufsichtsratspositionen 102 Positionen mit Frauen besetzt (20,9 %; siehe aktuelle Liste der Frauen in den Aufsichtsräten der DAX-Unternehmen).
2010 gab die Telekom bekannt: „Als erstes Dax-30-Unternehmen führt die Deutsche Telekom eine Frauenquote ein. Bis Ende 2015 sollen 30 Prozent der oberen und mittleren Führungspositionen im Unternehmen mit Frauen besetzt sein. Die Regelung gilt weltweit. Neben der Erweiterung ihres Talentpools verspricht sich die Deutsche Telekom durch mehr Vielfalt im Management langfristig eine höhere Wertschöpfung für das Unternehmen.“
Bei 91 % der großen Banken und bei 80 % der Versicherungen sind in den Vorständen keine Frauen vertreten. Der Frauenanteil beträgt 2,3 % bei den großen Banken und 3,2 % bei den großen Versicherungen.
In der Schweiz, wo das Handelsregister kostenfrei öffentlich zugänglich ist und die Bevölkerung jeglicher Art von Quoten sehr reserviert gegenübersteht, kann man die Entwicklung auf der Eigentümer- und Geschäftsleitungsebene gut nachvollziehen. Der Anteil der weiblichen Firmengründer stieg von 15 % im Jahr 2000 auf 27 % im Jahr 2010. In den Unternehmen bis 250 Mitarbeitern liegt der Frauenanteil mittlerweile bei 40 %, bei größeren Unternehmen ist er auf 13 % gestiegen. In der Schweizer Regierung, dem Bundesrat, ist der Anteil auf über 50 % gewachsen, auch in anderen politischen Gremien ist der Anteil gestiegen. Laut Handelsregister werden von Frauen geleitete Firmen seltener zahlungsunfähig werden. Diese Korrelation muss aber keine Kausalität sein; es kann auch eine Scheinkorrelation sein.
Im europäischen Vergleich ist der Frauenanteil in Führungspositionen in den skandinavischen Ländern am höchsten. In Norwegen müssen mindestens 40 % der Mitglieder von Aufsichtsräten Frauen sein. Dieses Gesetz gilt seit dem 1. Januar 2004 für staatlich kontrollierte Firmen und seit dem 1. Januar 2006 auch für börsennotierte Aktiengesellschaften. Unternehmen, die das Gesetz nicht beachten, droht nach einer Übergangsfrist die Zwangsliquidation (siehe auch Umsetzung von Frauenquoten in Europa).

### Korrelation mit wirtschaftlichen Indikatoren und weiteren Faktoren
Der McKinsey-Studie Women Matter zufolge weisen Unternehmen mit einem höheren Frauenanteil im Vorstand, mindestens aber drei Frauen, erheblich höhere Unternehmensgewinne auf als der Branchendurchschnitt. Das Catalyst-Institut zeigte bezüglich der Eigenkapitalrendite großer börsennotierter Unternehmen einen ähnlichen Zusammenhang auf.
2014 wurde in einer Studie über 125.000 schwedische Unternehmen untersucht, ob der wirtschaftliche Erfolg von Unternehmen mit dem Geschlecht der Vorstandsvorsitzenden und Geschäftsführer korreliert. Die Studie sollte die These zu untermauern, von Frauen geführte Unternehmen seien erfolgreicher, kam jedoch – auch nach Herausrechnung branchentypischer Unterschiede – zum gegenteiligen Ergebnis.
Bei Ergebnissen zweier Vergleiche zwischen Managerinnen und ihren gleich gut qualifizierten Mitarbeiterinnen sowie zwischen (männlichen) Managern und ihren gleich gut qualifizierten Mitarbeitern zeichneten sich Führungskräfte unabhängig vom Geschlecht an erster Stelle durch eine höhere Führungsmotivation aus, weitere vorrangige Unterschiede waren aber je nach Geschlecht verschieden: Weibliche Vorgesetzte unterschieden sich durch eine höhere Flexibilität und Teamorientierung von ihren Mitarbeiterinnen, wohingegen männliche Vorgesetzte sich durch Durchsetzungsstärke und Belastbarkeit von ihren männlichen Mitarbeitern unterschieden.
Als mögliche Erklärungen für den vergleichsweise geringeren Anteil von Frauen im Management werden beispielsweise ein unterschiedliches Konkurrenzverhalten von Männern und Frauen, eine in Unternehmen vorherrschende Präsenzkultur, eine geringe Vereinbarkeit von Familie und Beruf und eine unterschiedliche Beteiligung von Männern und Frauen an Netzwerken genannt. Das Deutsche Institut für Wirtschaftsforschung stellte fest: „Die Dominanz von Männern in Führungsetagen hat dazu geführt, dass hier männliche Lebenswelten die Norm bilden. Dazu gehören lange Arbeitszeiten und eine hohe berufliche Verfügbarkeit.“
Ein weiterer Grund könnte in der geringeren Absolventenzahl von Frauen in den als Führungsnachwuchs wahrgenommenen Studienfächern liegen. Außerdem werden höhere Hierarchieebenen in Unternehmen von Frauen wenn, dann u. U. erst später erreicht, verursacht durch den sog. Karriereknick aufgrund von Kindererziehungszeiten verbunden mit zeitweiser Berufsaufgabe oder Teilzeitarbeit.

## Vertrauen in Manager
Eine Umfrage aus dem Jahr 2011 (GfK-Vertrauensindex 2011) über das Vertrauen der Bürger in 20 verschiedene Berufsgruppen und Organisationen ergab, dass sich das Image der Manager wieder etwas gebessert hat, diese aber dennoch auf dem vorletzten Platz und damit nur knapp vor den noch schlechter platzierten Politikern liegen.